# Муге-хатун
Муге-хатун, Мукай-хатун, Мокэ-хатун — одна из жён Чингисхана, позже ставшая супругой его сына и наследника Угэдэя. Согласно Рашид ад-Дину, Муге была отдана Чингису её отцом, вождём племени бекрин, в знак покорности монголам. Муге понравилась Чингисхану, он женился на ней, и, если верить источникам, очень её любил. После смерти Чингисхана она вышла замуж за Угэдэя, также предпочитавшего Муге другим своим жёнам.
«Сборник летописей» Рашид ад-Дина сохранил о Муге-хатун любопытный рассказ: незадолго до её замужества с Угэдэем старший брат последнего, Чагатай, также питавший к Муге чувства, но не знавший о предстоящем браке, захотел жениться на девушке. Несмотря на то, что Угэдэй был готов уступить Муге брату, от  намерения Чагатай всё же решил отказаться.
Ни от Чингисхана, ни от Угэдэя у Муге детей не было. Скончалась вскоре после смерти Угэдэя в 1241 году вместе с несколькими другими его жёнами; существует мнение, что они могли быть отравлены сторонниками вдовы Угэдэя Дорегене.